# 加藤剛志
加藤 剛志（かとう つよし、11月4日生）は、滋賀県出身のミュージシャン、ドラマー。血液型B型。京都府私立平安高等学校卒業。愛称は「ヨッシー」。

## 概要
1988年に、ポップロックバンド"レプリカ"で、コロムビアレコードよりメジャーデビュー（1990年脱退）。樋口宗孝の弟子の一人でもあり、その中でもスタイルやフィーリングを一番継承したドラマーである。パワフルでヘヴィーなドラミングが持ち味。ジョン・ボーナムのファンで、樋口にボンゾの良さを熱弁し、影響を与えた。そして樋口同様、加藤自身もシングルバスに強いこだわりを持っている。現在、生前の樋口から譲り受けた、スライ時代に使用していたパール社のドラムセットを使用している。

## 来歴
- 1988年“レプリカ”でコロンビアレコードからメジャーデビュー。
- 1990年4月21日、渋谷公会堂でデビュー100本目のライヴに1,500人を動員。後日、同コンサートのライヴビデオをリリース。
- 1993年、ドラムテクニシャンとしても活動。
- 1994年、韓国の人気歌手、KIM MIN JONGのコンサートを日本人スタッフでライヴレコーディングするプロジェクトにディレクターとして参加。
- 1999年、元クラウドナインのベーシストMARU等と“IOLITE”（アイオライト）結成。
- 2000年、“ラウドネス”のギタリスト、高崎晃が“JI-ZO”として活動時、レコーディングにはドラムテクニシャンとして、ライブにはドラマーとして参加。
- 2001年、高崎晃設立のHEMP RECORDSより全国発売の1stミニアルバム『IOLITE/赤盤』リリース。
- 2002年、GOLDFISH RESCUE GANGに加入。
- 2003年、SOPHIAの都啓一プロデュース、Coming Century主演映画“COSMIC RESCUE』のサウンドトラックのレコーディングに参加。
- 2004年、元クリスタルキングのボーカリスト、田中雅之のバンド“CODE≠G”に参加。
- 2006年3月、GOLDFISH RESCUE GANG脱退。
- 2007年12月、18年ぶりとなる、二井原実の東名阪ツアー『Rock'n Roll GYPSY TOUR 07』のツアー・メンバーとしてに参加。

## 外部 リンク
- 加藤剛志 公式ブログ